# 小行星7577
小行星7577（英語：7577）是一颗围绕太阳公转的小行星。1990年8月24日，亨利·E·霍爾特在帕洛马山发现了此天体。
这颗小行星的绝对星等为284.48607等。